# Heidi Tjugum
Heidi Marie Tjugum (Drammen, 7 de julho de 1970) é uma ex-handebolista profissional norueguesa, medalhista olímpica.
Heidi Tjugum fez parte da geração medalha de prata de Barcelona 1992 e bronze em Sydney 2000.